# Svartkropp

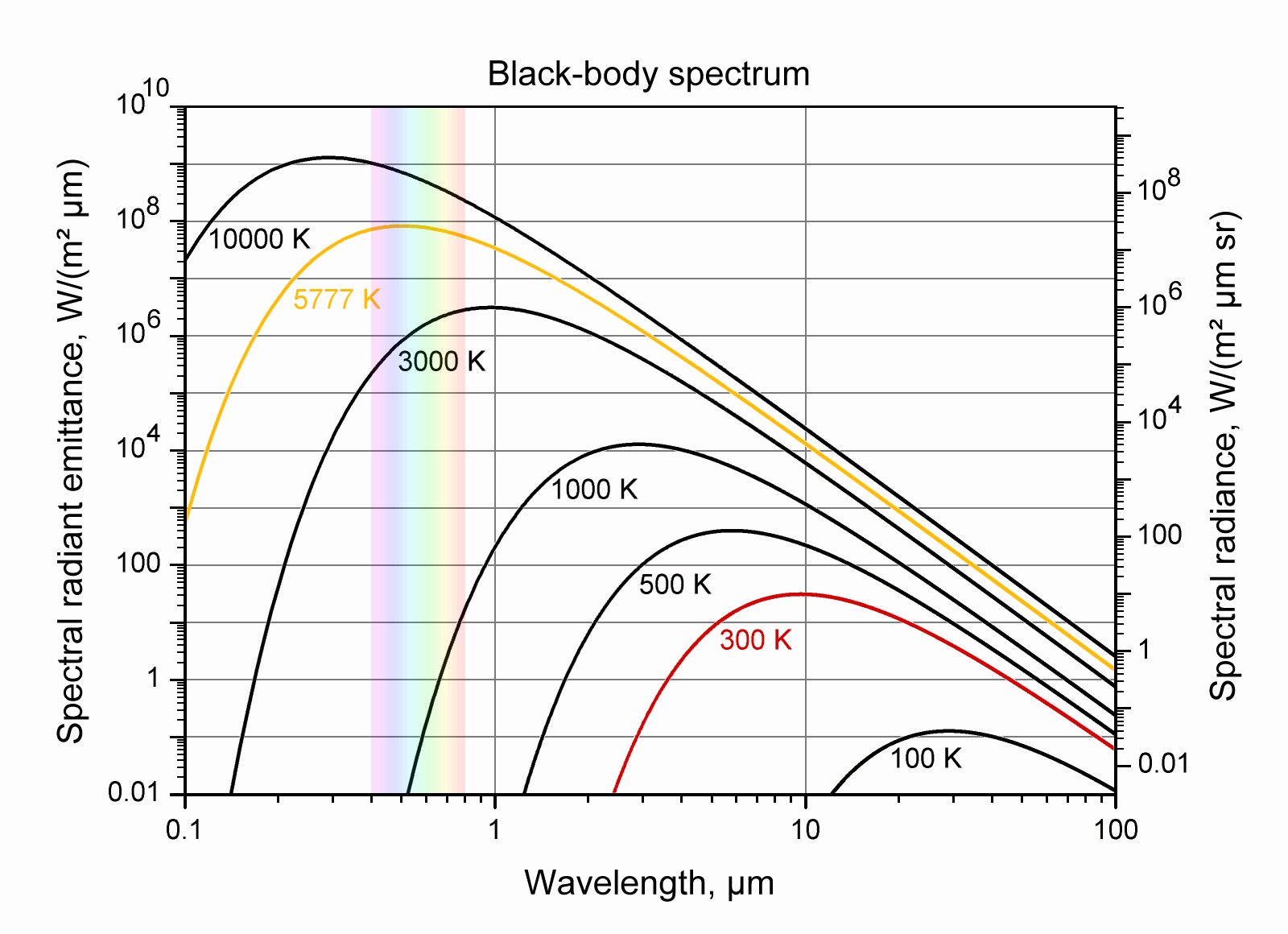
Spektrum av svartkroppsstrålning vid olika temperaturer på en dubbellogaritmisk skala; den gula kurvan visar solens yttemperatur och regnbågen det synliga spektrumet.

En svartkropp är ett objekt som absorberar all infallande elektromagnetisk strålning, och därmed inte reflekterar någonting. Detta medför att den strålning som avges från kroppen inte kan bero på den strålningsmiljö som kroppen befinner sig i, utan enbart på inre egenskaper hos kroppen. 
Det visar sig då att den enda egenskap som påverkar den avgivna svartkroppsstrålningen är svartkroppens temperatur. Det är inte praktiskt möjligt att tillverka ideala svartkroppar, men man kan komma ganska nära en sådan konstruktion i form av en låda som invändigt har svarta väggar och som någonstans har ett mycket litet hål. Den strålning som lämnar hålet är till en god approximation fördelad på olika frekvenser i enlighet med Plancks strålningslag.

## Historia
Kirchhoff kom kring 1860 fram till att det finns en universell funktion av enbart frekvens och temperatur som tillsammans med olika ämnens emissivitet = absorption beskriver deras termiska strålning. Jakten på formeln för denna funktion var därmed öppen. Det var ett forskningområde på gränsen mellan termodynamik och elektrodynamik, eftersom kropparna är i jämvikt med elektromagnetisk strålning. År 1879 visade Jožef Stefan experimentellt att den totala strålningsenergin var proportionell mot fjärde potens av temperatur, något som Ludwig Boltzmann fem år senare lyckades härleda teoretiskt. Wilhelm Wien kunde 1893 med ett termodynamiskt resonemang härleda att emissionsmaximum λmax är omvänt proportionell mot temperaturen (Wiens förskjutningslag).
Max Planck löste problemet år 1900 genom att införa en kvantenhet (Plancks konstant). Det kom att få stor betydelse för kvantfysikens utveckling.

## Verkliga kroppar
I verkligheten reflekteras en del av den strålning som faller in på en yta. Vidare utsänds inte heller riktigt lika mycket strålning som en svartkropp skulle ha gjort under förutsättning att den har konstant temperatur, det vill säga befinner sig i termisk jämvikt med sin omgivning. Andelen som trots allt sänds ut av en viss frekvens, vid en viss temperatur och i en viss riktning kallas för emissiviteten för denna frekvens, temperatur och riktning. Om denna emissivitet antas oberoende av frekvensen så görs ett så kallat "gråkroppsantagande" 
Exempel på föremål som tämligen väl kan beskrivas som svartkroppsstrålare är solen, tråden i glödlampor och glödgat järn. Vid temperaturer omkring 600 °C utsänds tillräckligt mycket energi i den synliga delen av det elektromagnetiska spektrum för att vara synlig med blotta ögat - föremålet ser ut att glöda. 

### Svartkroppar i universum

#### Universum
Givet strålningens frekvensfördelning kan man beräkna temperaturen hos det objekt som avgav strålningen. Detta har bland annat använts som en del i de experimentella bevisen för Big Bang, då man 1965 upptäckte elektromagnetisk strålning (känd som kosmisk bakgrundstrålning) som verkade komma från hela himlen och med en frekvensfördelning som motsvarade en svartkropp på 2,7 Kelvin.

#### Stjärnor
Även om universum i sig, genom den kosmiska bakgrundsstrålningen, visat sig vara en av de mest perfekta svartkroppar man känner till så kan motsvarande princip om ett färg- och temperaturförhållande användas för att uppskatta temperatur på exempelvis stjärnor.

#### Svarta hål
Enligt teorin för Hawkingstrålning avger varje svart hål strålning enligt känt mönster från svartkroppar. Detta skulle ge möjligheten att säga att ett svart hål har en väldefinierad temperatur som beror på hålets massa — ju större massa, desto lägre temperatur. Ett svart hål med en massa lika stor som solen (2×1030 kg) skulle avge svartkroppsstrålning som om den kom från ett objekt med temperaturen 60 nK.

## Tillämpningar
Genom att till exempel studera stjärnors spektrum kan man genom att använda Wiens förskjutningslag mäta deras yttemperatur. Spektrum för varmare stjärnor har strålningsmönstret förskjutet mot kortare våglängder (den "blå" delen av spektrum), medan kallare stjärnor har strålningsmönstret förskjutet mot längre våglängder (den "röda" delen av spektrum).

## Formler

### Stefan-Boltzmanns lag
Den totala mängden utstrålad energi per tids- och ytenhet.
{\displaystyle j^{\star }=\sigma T^{4}}
där j* är utstrålad effekt per ytenhet [W/m²], T är temperatur [K] och σ är en konstant vars värde är
{\displaystyle \sigma ={\frac {2\pi ^{5}k^{4}}{15c^{2}h^{3}}}=5,\!670400(40)\cdot 10^{-8}\,{\textrm {J}}\ {\textrm {s}}^{-1}\,{\textrm {m}}^{-2}\,{\textrm {K}}^{-4}}
där k är Boltzmanns konstant, c är ljushastigheten och h är Plancks konstant.

### Wiens förskjutningslag
Wiens lag anger den våglängd där svartkroppsstrålningen är som störst:
{\displaystyle \lambda _{\text{max}}={\frac {0{,}002898}{T}}}
där λ är våglängden och T är temperaturen i Kelvin. Vid rumstemperatur ligger de dominanta våglängderna kring 10 mikrometer.

### Plancks strålningslag
Anger mängden energi utsänd per tids-, yt-, vinkel- och frekvensenhet.
{\displaystyle I(\nu ,T)={\frac {2h\nu ^{3}}{c^{2}}}{\frac {1}{e^{\frac {h\nu }{kT}}-1}}} [W m-2 Hz-1 sr-1]
där I(ν,T) = utstrålad energi, ν = frekvens, T = temperaturen, h = Plancks konstant, c = ljushastigheten och k = Boltzmanns konstant.
För att få ut utstrålad energi behöver funktionen integreras över ovan nämnda parametrar.